# Ectropothecium robustum
Ectropothecium robustum är en bladmossart som beskrevs av Bennard Otto van Zanten 1964. Ectropothecium robustum ingår i släktet Ectropothecium och familjen Hypnaceae. Inga underarter finns listade i Catalogue of Life.